# Trần Văn Kiểu
Trần Văn Kiểu (1918-1968), còn được biết đến với bí danh "Chín K", là một anh hùng lực lượng vũ trang nhân dân Việt Nam. Ông là một trong những thủ lĩnh của các cuộc đình công ở Nam Bộ thời kỳ chống Pháp và chống Mỹ.
Tên của ông được đặt cho một con đường ở Quận 6, Thành phố Hồ Chí Minh.

## Tiểu sử

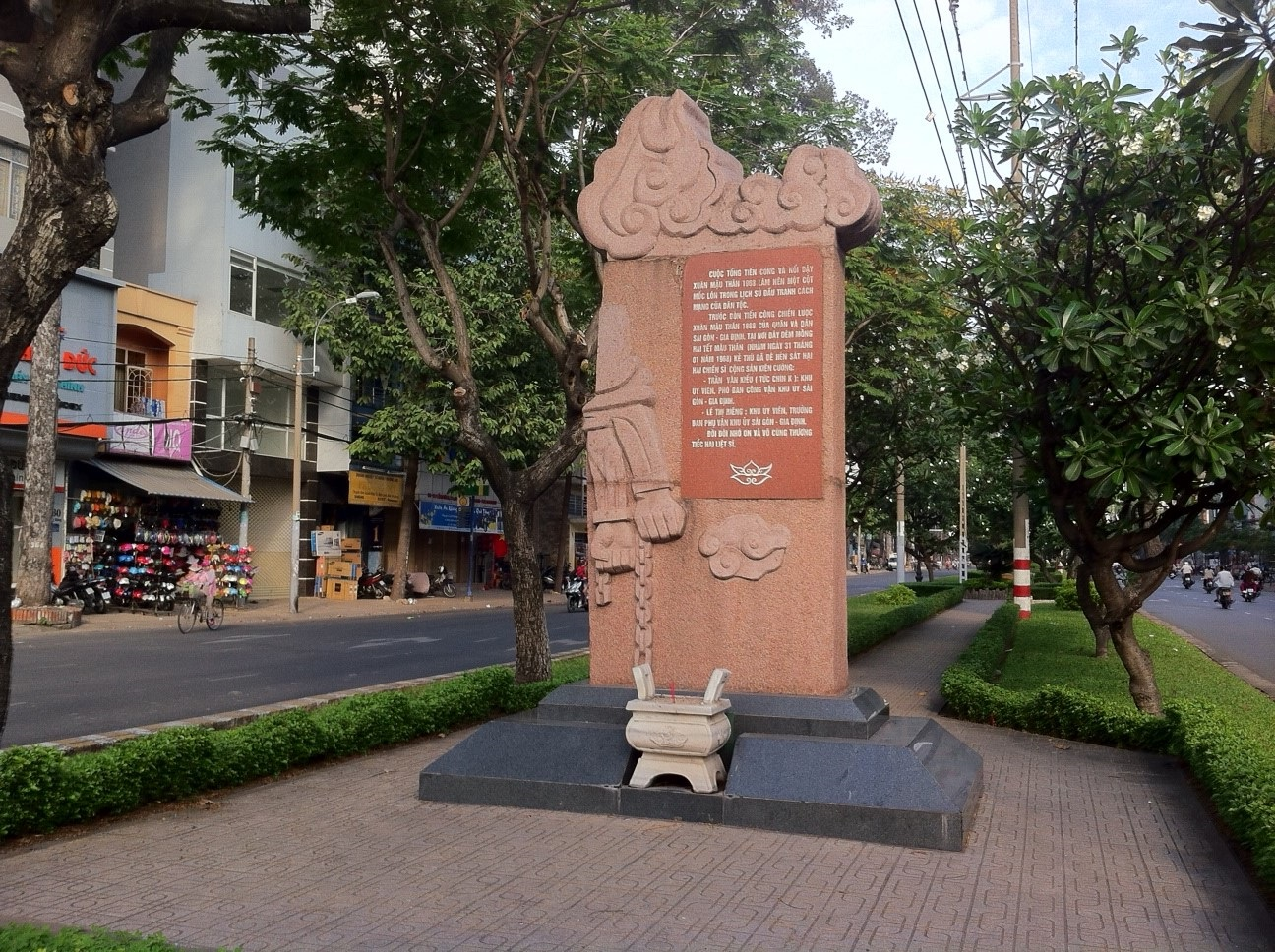
Bia tưởng niệm liệt sĩ Trần Văn Kiểu và Lê Thị Riêng

Trần Văn Kiểu sinh năm 1918 tại xã Sơn Thịnh (nay là xã An Hòa Thịnh), huyện Hương Sơn, tỉnh Hà Tĩnh.
Đầu những năm 1940, ông làm công nhân đồn điền (phu đồn điền) cao su tại miền Đông Nam Bộ. Tại đây, ông đã tham gia và tổ chức những cuộc đấu tranh đòi quyền lợi cho những người công nhân.
Ông gia nhập Đảng Cộng sản Việt Nam và trở thành một thành viên hoạt động tích cực trong việc vận động và tổ chức các phong trào công nhân. Tháng 8 năm 1945, ông là thành viên Ủy ban khởi nghĩa huyện Xuân Lộc và khi Liên đoàn Cao su Biên Hòa được thành lập, ông được giao chức danh Phó Thư ký, Bí thư chi bộ kiêm Chính trị viên đại đội cao su, chuyên làm nhiệm vụ phá hoại kinh tế của địch.
Năm 1954, cuộc kháng chiến chống Pháp kết thúc, ông ở lại miền Nam tiếp tục hoạt động bí mật. Ông được bầu làm ủy viên Ban chấp hành Khu ủy Sài Gòn - Gia Định kiêm Phó ban Công vận. Ông đã trực tiếp lãnh đạo và tổ chức nhiều cuộc biểu tình quy mô lớn với sự tham gia của hàng vạn công nhân, nông dân và giới trí thức.
Năm 1967, ông bị chính quyền Việt Nam Cộng hòa bắt. Chính một đồng chí của ông bị bắt và khai ra ông và những đồng đội khác. Cùng bị bắt với ông trong đợt này còn có bà Lê Thị Riêng. Sau khi dùng mọi thủ đoạn và cực hình nhưng không lay chuyển được ông, đêm mùng 2 Tết Mậu Thân (1968), chính quyền đã đưa ông và bà Lê Thị Riêng đi thủ tiêu
Ngày nay, Nhà nước Cộng hòa xã hội chủ nghĩa Việt Nam đã xây dựng một bia tưởng niệm tại nơi mà ông Trần Văn Kiểu và bà Lê Thị Riêng bị sát hại (trên đường Hồng Bàng, đoạn giữa đường Châu Văn Liêm và đường Lý Thường Kiệt, quận 5, TP Hồ Chí Minh). Năm 1985, tên ông được đặt cho con đường chạy dọc kênh Tàu Hủ thuộc địa bàn Quận 5 và Quận 6, vốn trước đó là Bến Lê Quang Liêm. Tuy nhiên, đến năm 2011, sau khi đường được nâng cấp mở rộng thành một phần của đại lộ Đông – Tây và được đặt tên mới là đường Võ Văn Kiệt thì tên đường Trần Văn Kiểu được chuyển sang đặt cho đường số 11 thuộc khu dân cư Bình Phú, Quận 6 cho đến nay.